# Клинген, Иван Николаевич
Иван Николаевич Клинген (нем. Klingen; 6 (18) июня 1851 — 20 июня 1922) — российский учёный, агроном, агробиолог, метеоролог, специалист по субтропическим культурам. Один из основоположников чайной промышленности России. Внёс научно-практический вклад в развитие методов травосеяния, пчеловодства и опыления клевера. Популяризатор естественных и сельскохозяйственных наук, видный организатор сельскохозяйственных предприятий. Общественный деятель. Действительный статский советник.

## Биография
Родился 6 (18) июня 1851 года в деревне Стрикино сельцо Прилепы (Белёвский уезд, Тульская губерния; ныне — Арсеньевский район Тульской области). Родители: отец — отставной капитан артиллерии Николай Густавович Клинген (1814—1888); мать — Александра Ивановна, урождённая Денкоглу (1830—1858). Был крещён в Троицкой церкви села Комарёва (Сергиевское тож), Белёвского уезда.
Окончил с серебряной медалью в 1869 году 4-ю Московскую гимназию. Не сдав вступительное испытание, в виде исключения, по заслугам отличной учебы в гимназии (серебряной медали), определён студентом медицинского факультета Московского университета 15 (27) сентября 1869. В 1870 перевёлся в С.-Петербургский университет, на физико-математический факультет, по отделению естественных наук. После второго курса, по прошению, возвратился в Москву и поступил в Петровскую земледельческую и лесную академию, теоретический курс которой окончил в 1876. Практический курс проходил в Волчанском уезде Харьковской губернии. В 1878 году защитил кандидатскую диссертацию, представив работу по сельскохозяйственно-статистическому описанию Волчанского уезда, опубликованную в 1882. Ученик И. А. Стебута.
Работал управляющим в имении А. А. Скалона Белая Колодезь, Волчанского уезда, Харьковской губ. (1878—1886). В той должности им были проектированы и в короткое время выполнены многообразные севообороты, в основание которых положены формы трехпольного или четырёхпольного хозяйства (пар, озим, свекла, или пар, озим, свекла, яровое), комбинированные, для дальних полей, с трех или четырёхлетним периодом травы. Устроил образцовую метеорологическую станцию для наблюдений за температурой почвы, солнечной радиацией, осадками, с 6 дождемерами и полевыми лизиметрами, изготовленных под его наблюдением в мастерской имения. Благодаря метеорологическим наблюдениям, в 1885 ему с «помощью дыма от сгорания разложенных с подветренной стороны поля куч хвороста и соломы, удалось спасти несколько сот десятин свекловичных всходов от утреннего заморозка». На основании предыдущих сельскохозяйственных опытов в Липецком уезде, пропагандировал пользу от использования органических удобрений. В докладе харьковскому областному Сельскохозяйственному съезду представил оригинальные вычисления технической и экономической рентабельности навозного удобрения.
Затем работал управляющим в имении Корсунь, Каневского уезда, Киевской губернии (1886—1888), светлейшей княгини О. В. Лопухиной-Демидовой. В бытность свою в Харьковской и Киевской губерниях он «собирал около себя молодежь — практикантов сельскохозяйственных учебных заведений, — беседовал с нею, учил, и притом не только сельскому хозяйству, так что в имении Лопухиной-Демидовой был даже заподозрен в «социализме» и едва ли не по этому поводу ему было отказано от места».
Принят главноуправляющим в имении Рамонь, Воронежского уезда и губернии (1888—1890), Её Императорского Высочества принцессы Е. М. Ольденбургской, с годовым окладом в 12 000 руб. В той должности зимой 1889/90 участвовал в XVIII Съезде русских естествоиспытателей и врачей в С.-Петербурге. В агрономической секции съезда выступил с докладом о восточном побережье Черного моря и его значении в сельскохозяйственном отношении в ближайшем будущем. Зимой 1890/91 в окрестностях села Рамони производил оригинальные наблюдения над распределением снежного покрова в зависимости от культуры и топографического положения, с целью выяснения вопроса о влиянии особенностей распределения покрова на сохранение озимых зимой и весной, а также на обеспечение почвы зимней влагой. Результаты наблюдений представлены в заседании Метеорологической комиссии ИРГО от 22.02.1891, опубликованы в июньской книжке «Метеорологического вестника» за 1892, «Земледельческой газете», ж-ле «Наука и Жизнь» и отдельным изданием. Одной из причин неурожая и голода 1891—1892 годов Клинген видел в неправильной обработке почвы, которая приводила к её истощению. В своих докладах тех лет Клинген предлагал меры по борьбе с голодом. В Рамони проводились опыты по изготовлению хлеба с использованием различных добавок, в качестве которых предлагалось использовать свекловичный жом и жмых из подсолнечника. Главным же достижением Клингена как управляющего стало расширение производства сахарного завода принца Ольденбургского, находившегося в Рамони. В добавок к 3000 десятинам собственной свекольной заводской запашки, Клинген, якобы с ведома и согласия принца, на кабальных условиях скупил земли окрестных помещиков  — 5000 десятин, вместе с их «урожаем свеклы по баснословно дешевой цене». Возвратившись из-за границы, принц Ольденбургский публично выразил недовольство происшедшим и уволил управляющего. Однако, приобретённое имение оставил за собой и рекомендовал Клингена главноуправляющему удельными землями князю Вяземскому как эффективного управленца.      
21 февраля (5 марта) 1890 года Клинген избран действительным членом Императорского Русского географического общества по отделениям географии математической и физической. С конца 1880-х был деятельным корреспондентом Метеорологической комиссии и «Метеорологического вестника» ИРГО. Проводил метеорологические наблюдения и обработку данных в им устроенных сельскохозяйственных станциях Белоколодезской и Рамоновской дождемерных сетей, наблюдал за другими атмосферными явлениями. За метеорологические наблюдения и публикации, в 1890 награждён серебряной медалью ИРГО, по отделениям математической и физической географии.
В декабре 1890 определён на государственную службу в Удельное ведомство, с причислением к Департаменту уделов, с годовым окладом в 6000  руб. В 1891 назначен инспектором (начальником) Удельного ведомства по пяти громадным удельным кавказским имениям и переехал на Кавказ. Здесь он впервые пришёл к мысли о возможности разведения чайного куста в Закавказье, которую впоследствии развил в своей монографии «Основы хозяйства в Сочинском округе» (1897). В октябре 1891 утверждён в чине коллежского секретаря, по степени кандидата Петровской академии, со старшинством с 24 декабря 1890 (5 января 1891). Избран членом Кавказского общества сельского хозяйства. Разработал и за время службы на Кавказе осуществил проект по устройству в Чаквинской долине, в 12 верстах от Батуми, образцового удельного имения по выращиванию чайных и субтропических культур в промышленных масштабах, с устройством чайных, бумажных, прядильных и иных фабрик. Однако, как и в случае с Рамонью, проект Клингена сопровождался кабальными условиями выкупа частных земель — 3 000 десятин, в добавок к 12 000 десятинам земель казённых, и насильственным переселением 200 крестьянских семей местных жителей, преимущественно грузин и курдов.   
В 1895—1896 годах был начальником первой русской сельскохозяйственной экспедиции Удельного ведомства в Индию, Цейлон, Индо-Китай, Китаю и Японию (Чайной экспедиции), целью которой было изучение приёмов и способов разведения чайных культур, приобретение субтропических растений (чайный куст, цитрусовые, бамбук и др.) с целью введения этих культур в России. В частности, для устройства чайной плантации Удельного ведомства в Батумской области, близ Чакви. В сентябре 1895 года встречался в Токио с руководителем Японской православной церкви епископом Николаем (Касаткиным), от которого получил адреса православных приходов Японии тех городов, в которых экспедиция была намерена побывать. В течение последующих 17-ти лет производилось опытное возделывание привезённых из экспедиции культур на Батумском побережье, и к 1913 чайные плантации занимали более 1000 десятин, мандариновые деревья — не менее 200 000 десятин, различными сортами бамбука было занято несколько десятков десятин. Материалы экспедиции, собранные и опубликованные И. Н. Клингеном и др. участниками экспедиции в отдельных изданиях, содержали богатый этнографический материал.
С 1895 по 1907 год — агроном Главного управления уделов ведомства Министерства императорского двора и уделов. Находясь в Чайной экспедиции с февраля 1895, высочайшим приказом от 21 апреля (3 мая) 1895 по Главному управлению уделов, в чине титулярного советника назначен агрономом Главного управления уделов. По возвращении в Россию, в мае 1896 командирован на месяц в Батуми, для инспекции и осмотра Чаквинского удельного имения, где внедрялись привезённые из экспедиции чайные кусты и др. семена и саженцы. В той должности, в чине коллежского асессора, высочайшим указом от 13 (25) апреля 1897, пожалован, в воздаяние отлично-усердной и ревностной службы, кавалером ордена Святой Анны 2-й степени. В тот же — 1897, оставил записку (статью) «Хозяйство черкесов на восточном берегу Чёрного моря» для высочайше учрежденной «Особой комиссии для выработки проекта законоположения по устройству Черноморского побережья Кавказа». Членом Государственного совета Н. С. Абаза, представлением от 5 (17) марта 1897 за № 97, на имя статс-секретаря, в числе прочих документов, записка представлена в Государственный совет, по вопросу о переселении в Черноморскую губ. В 1897—1898 пожертвовал свои сочинения для библиотеки Московского публичного и Румянцевского музеев. В 1899 избран членом-корреспондентом Учёного комитета М-ва земледелия и государственных имуществ. По поручению начальника Главного управления уделов, князя Л. Д. Вяземского, в 1899 руководил всеми научно-экспозиционными работами по приведению в порядок и устройству богатейших коллекций субтропического и этнографического отделов вновь учреждённого Музея Удельного ведомства, в котором наиболее полно были представлены результаты Чайной экспедиции. В июле 1899 командирован в Чакву, для контроля за сбором чайного листа и его обработкой на чайной фабрике Чаквинского удельного имения. В 1900 назначен членом Сельскохозяйственного совета М-ва земледелия и государственных имуществ как представитель от М-ва Императорского двора и Уделов. От того же министерства назначен представителем в Гидрологическом комитете Главного управления землеустройства и земледелия, занимавшегося научно-техническими и юридическими вопросами, касающихся сохранения и упорядочения водного состояния России.
С 1891 — действительный член Императорского Вольного экономического общества, по I (сельского хозяйства) отделению. Выбыл из членов Общества в 1895, в связи с неуплатой членских взносов. Избран действительным членом Императорского российского общества плодоводства 24 февраля (8 марта) 1900. Деятельный член С.-Петербургского Общества содействия женскому сельскохозяйственному образованию, избран кандидатом в члены Совета Общества 24 марта (6 апреля) 1901. Выступал с публичными лекциями по сельскохозяйственным наукам, которые публиковались в составе коллективных сборников и отдельными изданиями. С 1904 по 1906 — член-соревнователь С.-Петербургского Вегетарианского общества, пропагандировал научные подходы к организации сельского хозяйства и рационального питания на страницах «Вегетарианского вестника», издаваемом Обществом.
В 1903 году по его инициативе была создана Безенчукская областная опытная станция в Самарской губернии, которая ныне действует как НИИ сельского хозяйства им. Н. М. Тулайкова. Произведён за выслугу лет в коллежские советники с 24 декабря 1904 (6 января 1905). За отличие произведён в статские советники со старшинством с 24 декабря 1906 (6 января 1907). Уволен от должности главного агронома, по прошению, в связи с его причислением к Главному управлению уделов, с 30 июня (13 июля) 1907.
С 1907 по 1912 годы статский советник И. Н. Клинген был главным управляющим крупными имениями в Брасово Орловской (ныне Брянской области) и Дерюгино, Дмитриевского уезда, Курской губерний, Его Императорского Высочества, великого князя Михаила Александровича. В Брасово им были введены травопольные севообороты, организовано большое опытное поле. В 1911 году в Харькове, на 1-м съезде деятелей по селекции сельскохозяйственных растений и семеноводству, он сделал сообщение о новой системе полеводства, основанной на тесной связи с пчеловодством, позволяющем повысить урожайность клеверных семян. В Брасовском имении им была создана опылительная пасека из 800 пчелиных семей кавказской породы (как указывал Клинген: «Кавказская клеверная пчела, производит оплодотворение совершенно так же, как шмель… но с большей ловкостью»), что позволило увеличить урожаи семян клевера в 2—3 раза. Впервые в России он приступил к изучению опылительной деятельности пчёл и обратил внимание земельных органов на необходимость широкого использования пчёл для повышения урожайности энтомофильных сельскохозяйственных культур. В 1912 на 3-м Всеславянском съезде пчеловодов, проходившем в Москве, Клинген выступил с докладом «Выдающееся значение пчеловодства в деле развития полеводства, садоводства и огородничества», с описанием образцовой пасеки в имении князя и о значении пчеловодства в деле развития полевого и лугового хозяйства. По поручению Министерства земледелия, опыты Клингена были проверены и подтверждены профессорами Г. А. Кожевниковым и Н. М. Кулагиным. В среде пчеловодов и сельских хозяев они вызвали сенсацию, в связи с возможностью удешевления клевера и возможностью вытеснения кавказской пчелою русской. В Брасовском имении, в слободе Алтуховой, Клинген был управляющим Алтуховского древесно-массного завода и винокуренного заводов; в Дерюгинском имении — директором-распорядителем Дерюгинского свеклосахарного и лесопильного заводов. В Брасовском и Дерюгинском имениях при опытных полях действовала созданная им сельскохозяйственная лаборатория, работала метеорологическая станция.
Уволен от службы, согласно прошению, по болезни, с производством в чин действительного статского советника и с предоставлением ему права носить в отставке мундир 24 апреля (7 мая) 1912. В том же — 1912, особо приглашен для участия во 2-м Съезде хлопководов в Тифлисе, как известный знаток южных культур и в частности хлопка. Однако, он отказался от участия в съезде, в связи со служебной занятостью. Избран почётным членом Общества пчеловодства в общем собрании 28 февраля (13 марта) 1915.
В феврале 1915 года И. Н. Клинген определён на службу вновь, на прежнюю должность агронома Главного управления уделов, в прежнем чине статского советника. Командируется в качестве инспектора удельных имений на Кавказ для организации там чайного дела в промышленных масштабах. В 1916 году по его инициативе была создана Центральная опытная станция в Батуме и сеть опытных учреждений по вопросам субтропического хозяйства. Высочайшим приказом от 10 (23) апреля 1916 за № 25, по Главному управлению уделов, производится, за отличие, в действительные статские советники. В феврале того же — 1916, участвует в работе IV Общего собрания (Съезда) Всероссийской сельскохозяйственной палаты. В последние годы царской России деятельный член Союза агрономов, избран членом его Совета 27 мая (9 июня) 1917.
Принимал участие в «Земледельческой газете» и «Вестнике русского сельского хозяйства» с 1880-х гг., политической, экономической и общественной газете «Страна» (1906—1907), ежемесячном журнале «Вегетарианский вестник» (1904—1905). Большевистский переворот 1917 года встретил в удельном имении Абрау-Дюрсо. С войсками Врангеля в 1920, вместе с супругой, покинул Россию и до 1922 находился в лагере для перемещенных лиц в Египте. В эмиграции возглавлял Общество изучения Черноморского побережья. Планировавшийся переезд в Бразилию не состоялся. В 1922 у него появилась возможность соединиться с членами своей семьёй находящейся в эмиграции в Сербии. Однако по пути в Сербию, в Варне, 20 июня 1922 года он умер.

## Семья
Жена — Евгения Павловна Клинген, урождённая Осинская (1864—1939), дочь агронома Павла Семёновича Осинского. Публицист, переводчица, автор книг. В браке четыре сына: Николай, Иван, Виктор и Сергей, — и четыре дочери: Надежда, Вера, Евгения, Мария.
Сын — Николай Иванович Клинген (1881—1904) — книжный иллюстратор, член-соревнователь С.-Петербургского Вегетарианского общества.
Сын — Иван Иванович Клинген (1893—1914) — участник Первой мировой войны, доброволец 17-го Черниговского гусарского полка. Пропал без вести.
Сын — Виктор Иванович Клинген (1893—1960) — участник Первой мировой войны, прапорщик (1915) 265-го пехотного Вышневолоцкого полка. Был ранен, в 1916 прибыл на эвакуационный пункт при городском винном складе № 1, ул. Новоблагословенная, Москва. После 1917 остался в России.
Сын — Сергей Иванович Клинген (1898—1956).
Дочь — Надежда Ивановна Иванова, урожд. Клинген (1883—?)
Дочь — Вера Ивановна Пагануцци (1885—1849), была замужем за Николаем Александровичем Пагануцци (1887—?).
Дочь — Евгения Ивановна Пагануцци (1887—?), была замужем за Борисом Александровичем Пагануции (1885—?). Умерла в эмиграции не ранее 1939.
Дочь — Мария Ивановна Клинген (1888—1891).